# Bernd Schönegger

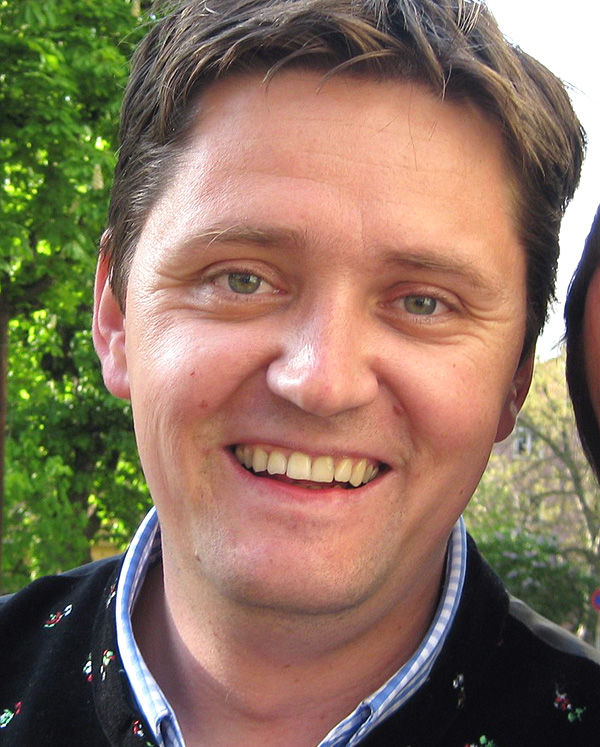
Bernd Schönegger (2008)

Bernd Schönegger (* 29. Jänner 1977 in Graz) ist ein ehemaliger österreichischer Politiker (ÖVP). Von 2008 bis 2017  war er Abgeordneter zum österreichischen Nationalrat. 

## Leben
Schönegger legte die Matura an der Höheren Internatsschule des Bundes in Liebenau ab und studierte im Anschluss Rechtswissenschaften. Er schloss sein Studium mit dem akademischen Grad Mag. jur. ab und war Geschäftsführer der Grazer Volkspartei. 
Er ist verheiratet.

## Politik
Schönegger war Landesobmann der Schülerunion, stellvertretender Bundesschulsprecher und stellvertretender Landesobmann der Jungen Volkspartei Steiermark. Er war zudem Obmann der Jungen Volkspartei Graz und Grazer Gemeinderat.
Schönegger war Parteiobmann der ÖVP Graz-Geidorf und von 2008  bis 2017 Abgeordneter zum Nationalrat. Schönegger war Spitzenkandidat der ÖVP bei der Nationalratswahl 2008 im Regionalwahlkreis Graz und zog über dieses Direktmandat in den Nationalrat ein. Er wurde am 28. Oktober 2008 als Abgeordneter angelobt. Im Nationalrat der XXV. Gesetzgebungsperiode war Schönegger Sprecher für Landesverteidigung des ÖVP-Parlamentsklubs.

## Telekom-Affäre
Am 7. Juni 2016 wurde Schönegger wegen Untreue zu neun Monaten bedingter Haft verurteilt. Das Gericht sah es als erwiesen an, dass er im Gemeinderatswahlkampf 2008 daran beteiligt gewesen war Gelder von der Telekom Austria an die ÖVP weitergeleitet zu haben. Gemeinsam mit ihm angeklagt war unter anderem auch Rudolf Fischer, der jedoch freigesprochen wurde. Schönegger legte gegen das Urteil Rechtsmittel ein. Am 30. August 2017 wurde bekannt, dass der Oberste Gerichtshof das Urteil aufhob und an die Erstinstanz zurückverwies mit der Empfehlung zu prüfen, ob nicht der Tatbestand des schweren Betrugs vorliegt. Am 6. April 2018 wurde er von allen Vorwürfen freigesprochen.